# Черемоський національний природний парк

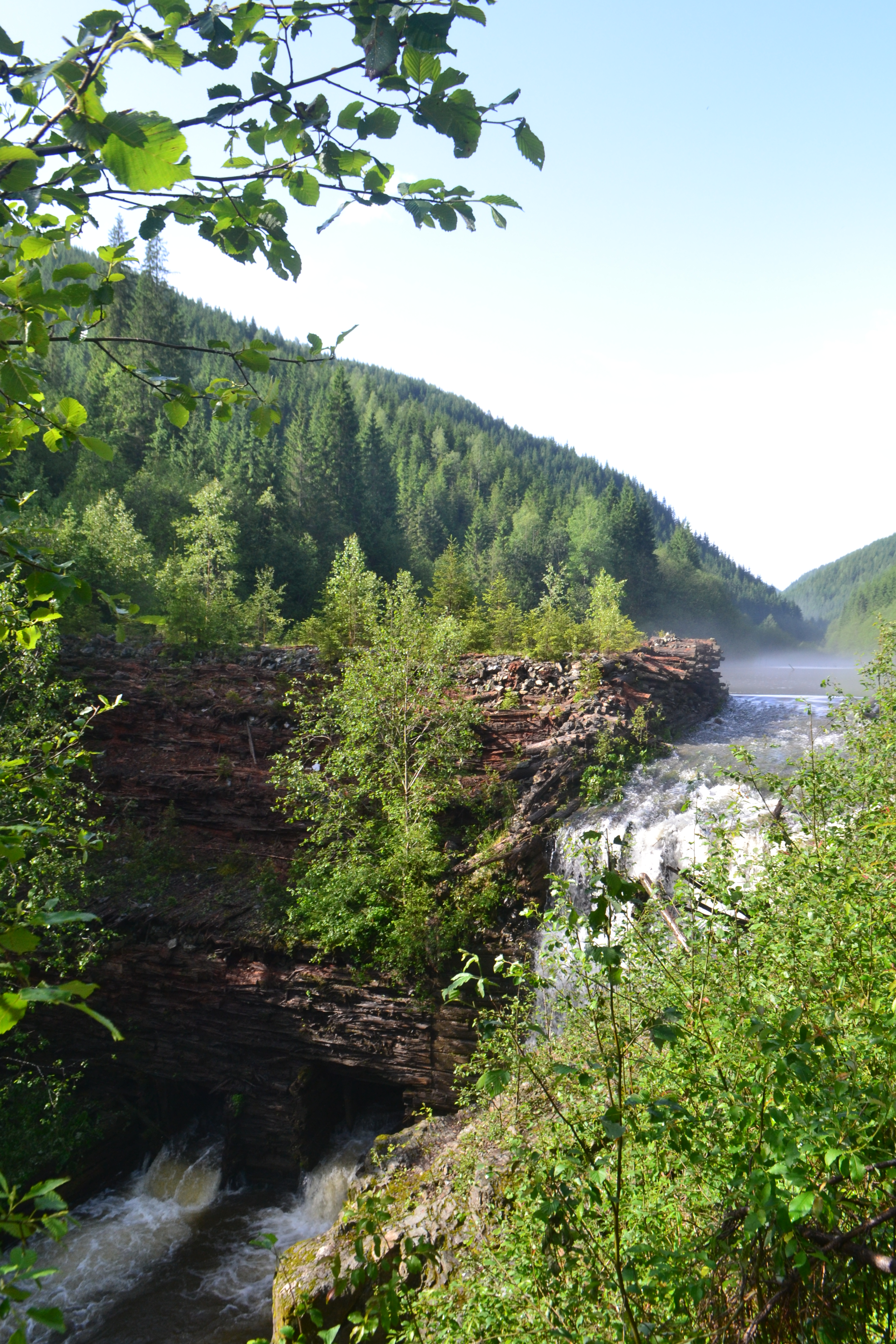
Залишки клявзи (дамби), з допомогою якої сплавляли ліс

Черемо́ський — національний природний парк в Україні, в межах Вижницького району Чернівецької області.
Адреса адміністрації парку: Вижницький район, смт Путила, вул. Українська 174а.

## Історія створення
Природний парк створено 11 грудня 2009 року згідно з указом президента України Віктора Ющенка з метою збереження цінних природних та історико-культурних комплексів та об'єктів. До території національного природного парку «Черемоський» погоджено в установленому порядку включення 7117,5 гектара земель, у тому числі 4699 гектарів земель Державного підприємства «Путильське лісогосподарське підприємство», 857 гектарів земель Карпатського державного спеціалізованого лісгоспу АПК, які вилучаються в установленому порядку та надаються національному природному парку у постійне користування, і 1561,5 гектара земель Карпатського державного спеціалізованого лісгоспу АПК, що включаються до складу національного природного парку без вилучення у зазначеного лісгоспу.

## Процес створення
Згідно з указом президента Кабінет Міністрів України повинен:
1. забезпечити:
  1. вирішення питання щодо утворення адміністрації національного природного парку «Черемоський» та забезпечення її функціонування;
  2. затвердження у тримісячний строк у встановленому порядку Положення про національний природний парк «Черемоський»;
  3. підготовку протягом 2010 — 2011 років матеріалів та вирішення відповідно до законодавства питань щодо вилучення та надання у постійне користування національному природному парку «Черемоський» 5556 гектарів земель, а також розроблення проєкту землеустрою щодо відведення земельних ділянок та проєкту землеустрою з організації та встановлення меж території національного природного парку, отримання державних актів на право постійного користування земельними ділянками;
  4. розроблення протягом 2010 — 2012 років та затвердження в установленому порядку Проєкту організації території національного природного парку «Черемоський», охорони, відтворення та рекреаційного використання його природних комплексів і об'єктів;
2. передбачати під час доопрацювання проєкту Закону України «Про Державний бюджет України на 2010 рік» та підготовки проєктів законів про Державний бюджет України на наступні роки кошти, необхідні для функціонування національного природного парку «Черемоський».

### Території природно-заповідного фонду у складі НПП «Черемоський»
Нерідко, оголошенню національного парку або заповідника передує створення одного або кількох об'єктів природно-заповідного фонду місцевого значення. В результаті, великий НПП фактично поглинає раніше створені ПЗФ. Проте їхній статус зазвичай зберігають.
До складу території національного природного парку «Черемоський» входять такі об'єкти ПЗФ України:
- «Чорний Діл»
- «Молочнобратський карстовий масив»
- «Білий Потік»

## Природа парку
На території парку «Черемоський» під державною опікою перебуватимуть 44 види рідкісних рослин, понад 120 видів хребетних та 5 тисяч безхребетних тварин.